# Anticiclone

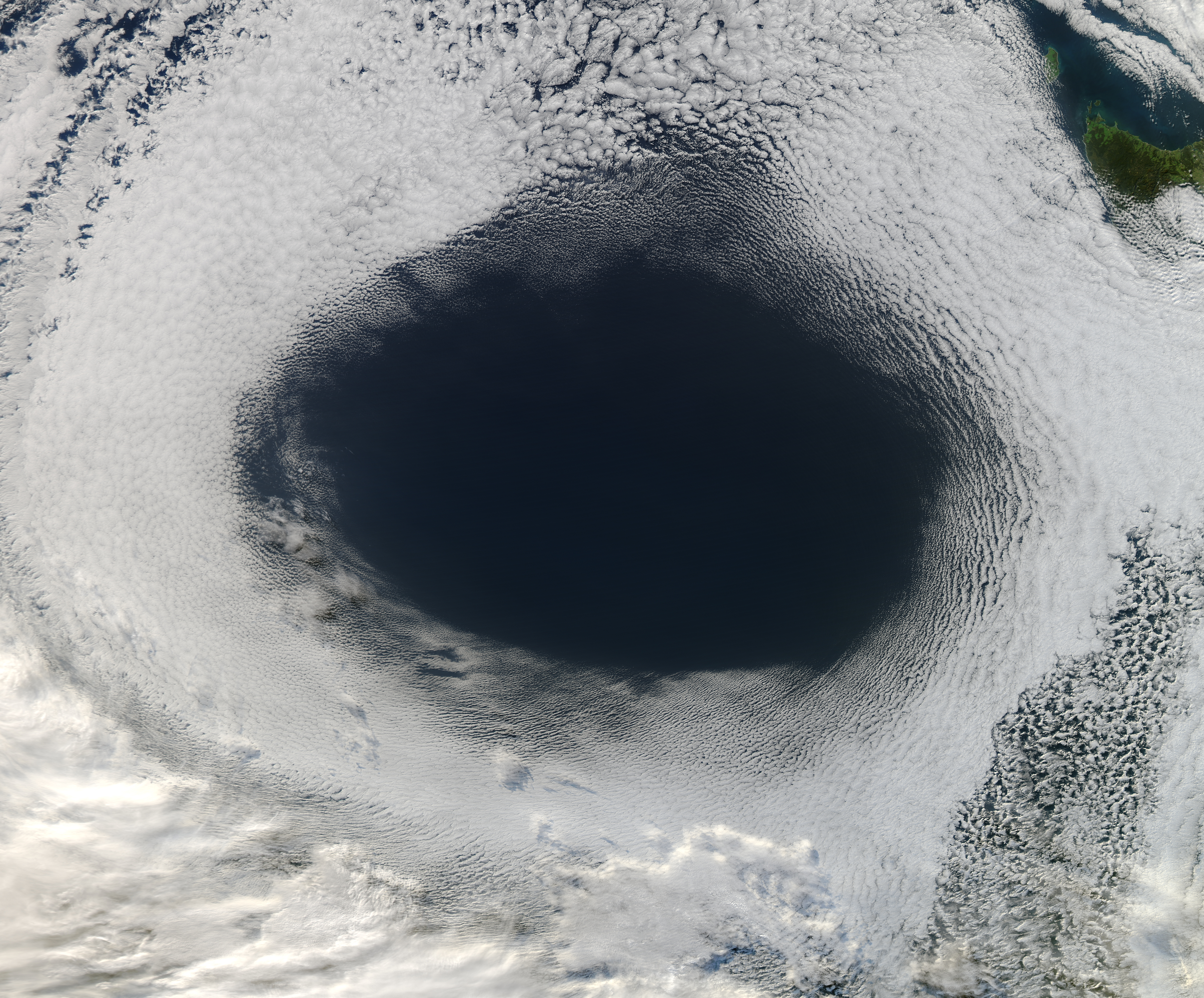
Zona di alta pressione evidenziata da un buco circondato da nubi dove si manifesta subsidenza atmosferica

In meteorologia gli anticicloni sono zone atmosferiche di alta pressione sulla superficie terrestre a forma circolare o ellittica, che causano modeste variazioni dei parametri meteorologici, in contrapposizione, invece, con quanto accade in presenza di zone cicloniche (zone di bassa pressione): al loro interno i venti sono deboli, spesso a regime di brezza, e soffiano in senso orario nell'emisfero boreale e antiorario in quello australe.
L'aria, essendo pesante, si comprime, si riscalda e diventa più secca (fenomeno detto subsidenza atmosferica), dissolvendo spesso le nubi. In presenza di un anticiclone, però, durante l'inverno possono formarsi nebbie o foschie a causa delle inversioni termiche nei pressi del suolo, mentre durante l'estate il forte riscaldamento del suolo può causare la formazione improvvisa di cumulonembi con conseguenti temporali locali anche di forte intensità.

## Descrizione

### Anticicloni dinamici

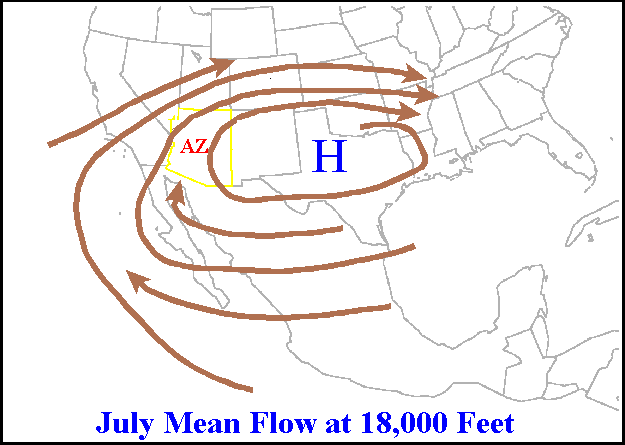
Schematizzazione di un anticiclone e della circolazione atmosferica associata su una carta meteorologica

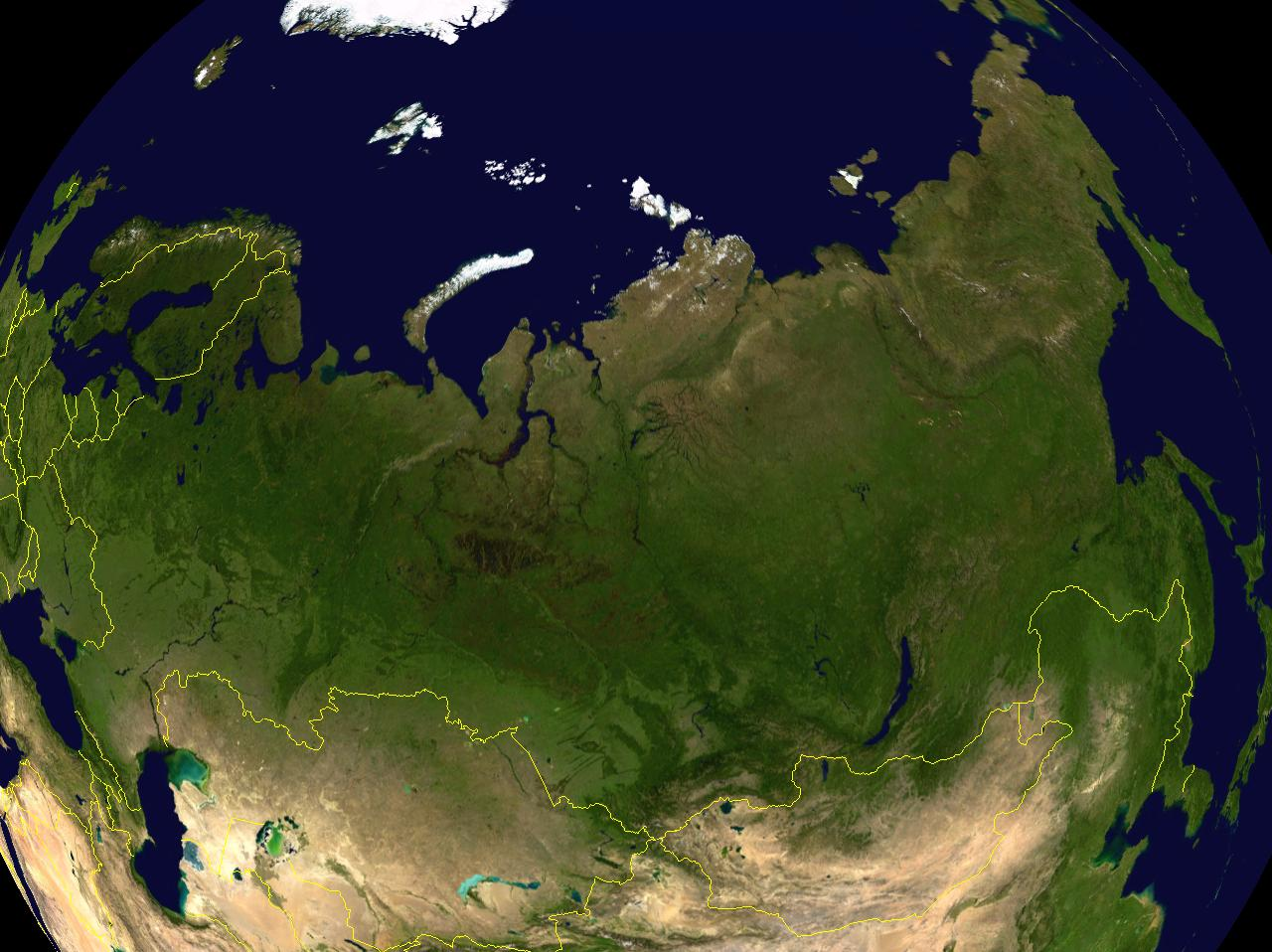
Anticiclone russo-siberiano

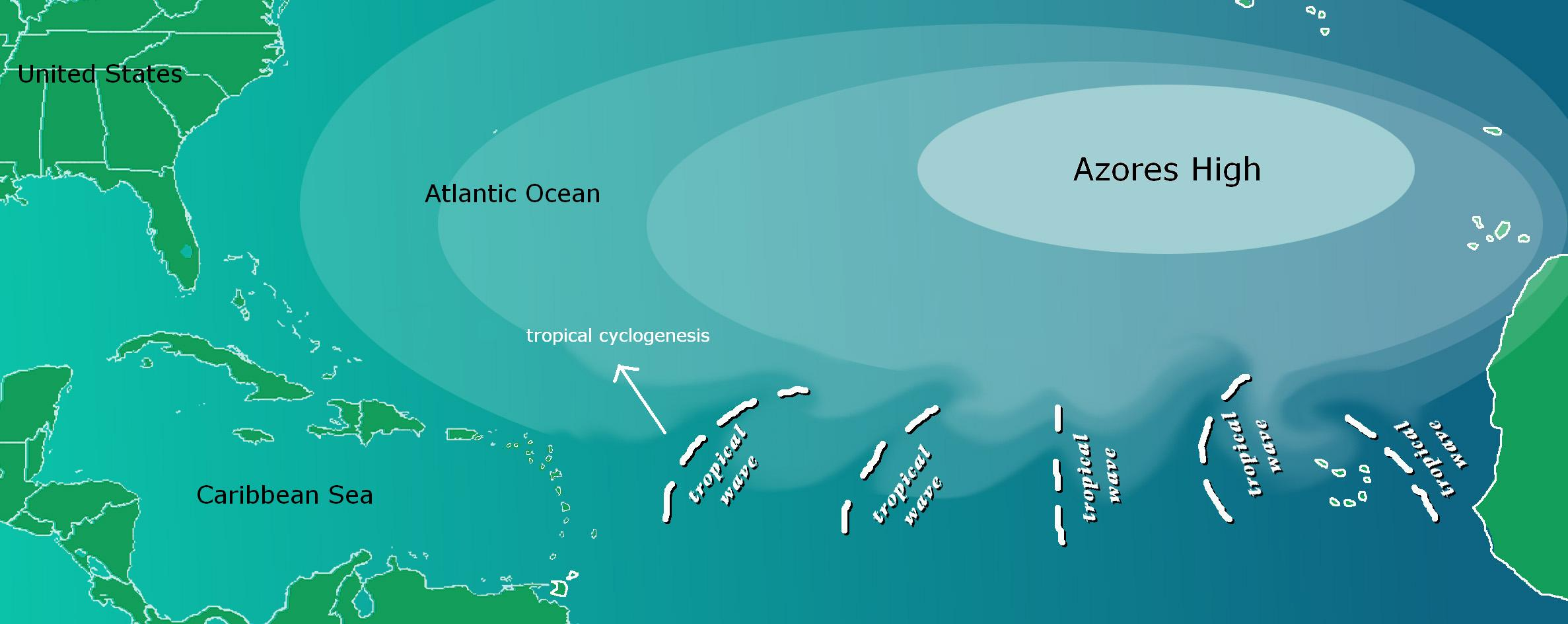
Anticiclone delle Azzorre

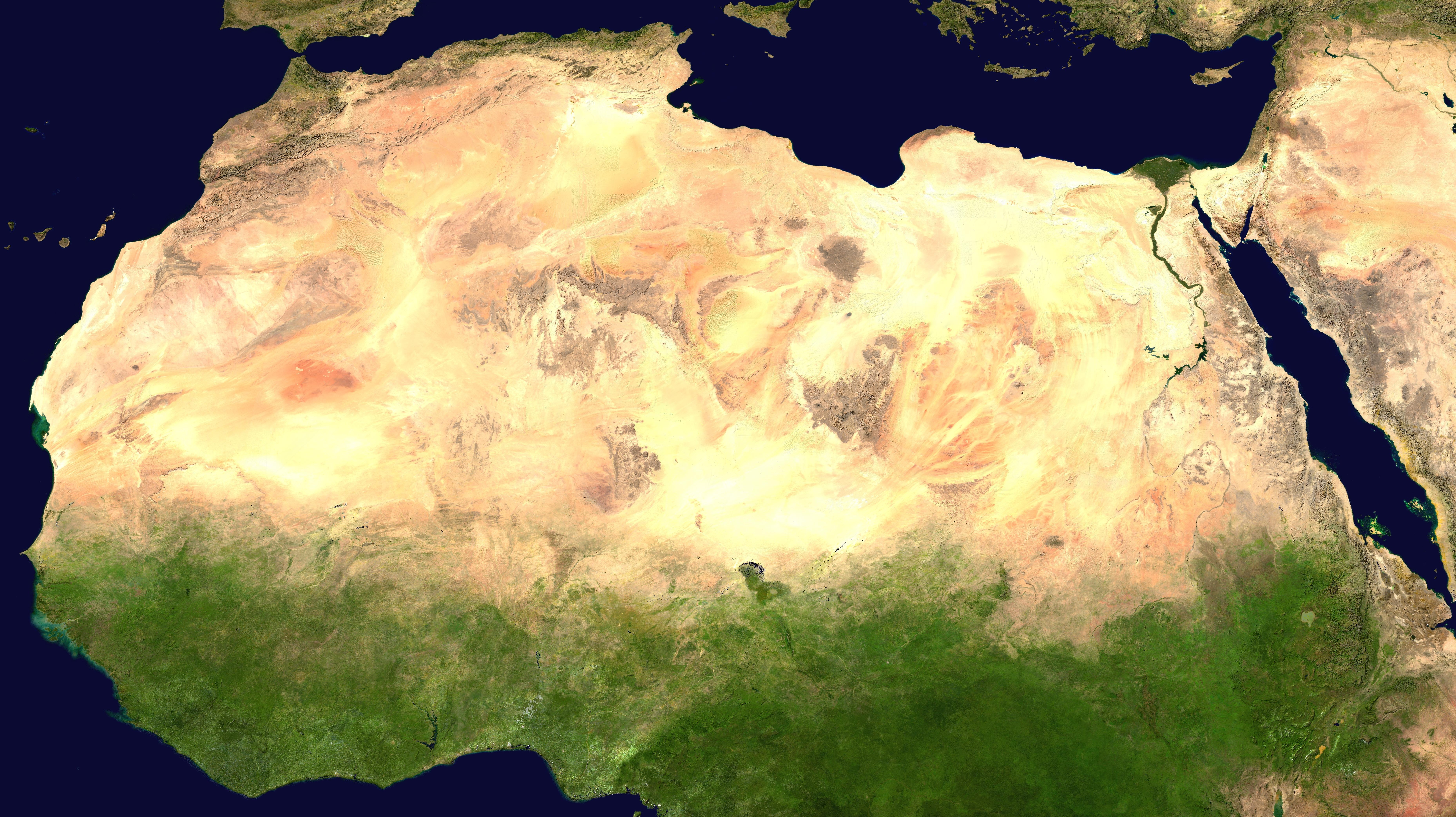
Anticiclone subtropicale africano

Gli anticicloni dinamici sono legati alla circolazione generale dell'atmosfera ed interessano i tropici in tutte le stagioni. Sono caldi, occupano l'intera troposfera e, specialmente d'inverno, possono stazionare per settimane sulla stessa zona (anticicloni di blocco), impedendo l'ingresso delle perturbazioni, che vengono deviate lungo i bordi settentrionali o meridionali del sistema anticiclonico.
Un tipico esempio dell'emisfero boreale è dato dall'anticiclone delle Azzorre, che riveste grande importanza nell'evoluzione meteorologica europea. Mentre d'estate esso può arrivare ad occupare l'intero bacino del Mediterraneo, apportando condizioni prolungate di bel tempo, d'inverno si ritira in genere nei suoi luoghi di origine consentendo, perciò, alle perturbazioni atlantiche di giungere sino al Mar Mediterraneo. Nelle stagioni intermedie, invece, l'anticiclone delle Azzorre si sposta continuamente, determinando tempo molto variabile.
Un altro importante anticiclone che condiziona la scena meteorologica mediterranea è l'anticiclone subtropicale africano che staziona in modo permanente nell'Africa sahariana ma può risalire verso nord nei mesi estivi, portando temperature elevatissime nelle zone pianeggianti interne dei paesi dell'Europa meridionale, a seguito della formazione della lacuna barica iberico-marocchina nell'Oceano Atlantico tra le Canarie, il Marocco e la Penisola iberica.
Un'altra importante area di alta pressione dinamica che influenza il clima italiano ed europeo è l'anticiclone scandinavo, che si forma soprattutto nei mesi invernali nell'Europa settentrionale, originato dall'estrema espansione nord-orientale dell'anticiclone delle Azzorre (sospinto verso il circolo polare artico) a seguito della formazione di una lacuna barica nel Mare del Nord: questa area di alta pressione determina discese di aria fredda verso l'Europa centro-orientale e meridionale.
L'anticiclone balcanico viene a formarsi sulla penisola balcanica, soprattutto nelle stagioni intermedie, come espansione nord-orientale dell'anticiclone subtropicale africano, da cui può anche isolarsi e rendersi autonomo, andando così a formare una struttura di alta pressione di blocco.

### Anticicloni termici
Gli anticicloni termici occupano le aree più fredde della Terra, come i Poli e d'inverno la Siberia, e a causa della loro grande estensione si muovono molto lentamente. Ad altitudine di 4000-5000 metri circa, però, essi sono sostituiti da cicloni o depressioni, poiché la pressione atmosferica diminuisce più rapidamente nell'aria fredda che nell'aria calda per effetto della compensazione barica (vedere anche gradiente barico verticale).
Nei mesi invernali, il clima dell'Europa, soprattutto quella settentrionale e centro-orientale, è fortemente condizionato dall'espansione sud-occidentale dell'anticiclone russo-siberiano, mentre sulla Groenlandia è frequente la formazione dell'anticiclone groenlandese.

### Anticicloni mobili
Gli anticicloni mobili o di chiusura si vengono a formare fra due depressioni e sono prodotti dall'afflusso di masse d'aria fredda. Al contrario degli altri anticicloni, questi sono interessati da venti forti e sono molto piccoli, per cui si spostano rapidamente, provocando un miglioramento del tempo in uno preciso luogo soltanto temporaneo (1 o 2 giorni al massimo).